# Transformació de Holstein-Primakoff
En mecànica quàntica, la transformació Holstein-Primakoff és un mapeig d'operadors de creació i aniquilació de bosons als operadors d'espín, truncant de manera efectiva el seu espai de Fock de dimensions infinites a subespais de dimensions finites.
Un aspecte important de la mecànica quàntica és l'aparició, en general, d'operadors sense desplaçament que representen observables, quantitats que es poden mesurar. Un exemple estàndard d'un conjunt d'aquests operadors són els tres components dels operadors de moment angular, que són crucials en molts sistemes quàntics. Aquests operadors són complicats, i un voldria trobar una representació més senzilla, que es pugui utilitzar per generar esquemes de càlcul aproximats.
La transformació va ser desenvolupada l'any 1940 per Theodore Holstein, un estudiant graduat en aquell moment, i Henry Primakoff. Aquest mètode ha trobat una aplicabilitat àmplia i s'ha estès en moltes direccions diferents.
Hi ha un vincle estret amb altres mètodes de mapeig de bosons d'àlgebres d'operadors: en particular, la tècnica (no hermitiana) Dyson –Maleev i, en menor mesura, el mapa de Jordan – Schwinger. Hi ha, a més, un vincle estret amb la teoria dels estats coherents (generalitzats) en àlgebres de Lie.

## Descripció
La idea bàsica es pot il·lustrar per a l'exemple bàsic dels operadors d'espín de la mecànica quàntica.
Per a qualsevol conjunt d'eixos ortogonals dretans, es defineix els components d'aquest operador vectorial com a {\displaystyle S_{x}}, {\displaystyle S_{y}} i {\displaystyle S_{z}}, que no es desplacen mútuament, és a dir, {\displaystyle \left[S_{x},S_{y}\right]=i\hbar S_{z}} i les seves permutacions cícliques.
Per tal d'especificar de manera única els estats d'un gir, es pot diagonalitzar qualsevol conjunt d'operadors de desplaçament. Normalment s'utilitzen els operadors SU(2) Casimir {\displaystyle S^{2}} i {\displaystyle S_{z}}, que condueix a estats amb els nombres quàntics {\displaystyle \left|s,m_{s}\right\rangle } ,
{\displaystyle S^{2}\left|s,m_{s}\right\rangle =\hbar ^{2}s(s+1)\left|s,m_{s}\right\rangle ,}
{\displaystyle S_{z}\left|s,m_{s}\right\rangle =\hbar m_{s}\left|s,m_{s}\right\rangle .}
El nombre quàntic de projecció {\displaystyle m_{s}} assumeix tots els valors {\displaystyle (-s,-s+1,\ldots ,s-1,s)}.
Considereu una partícula única d'espín s (és a dir, mireu una única representació irreductible de SU(2)). Ara preneu l'estat amb projecció màxima {\displaystyle \left|s,m_{s}=+s\right\rangle }, l'estat del pes extrem com a buit per a un conjunt d'operadors de bosons, i cada estat posterior amb un nombre quàntic de projecció més baix com a excitació de bosons de l'anterior,
{\displaystyle \left|s,s-n\right\rangle \mapsto {\frac {1}{\sqrt {n!}}}\left(a^{\dagger }\right)^{n}|0\rangle _{B}~.}
Cada bosó addicional correspon llavors a una disminució de ħ en la projecció d'espín. Així, els operadors de pujada i baixada de gir {\displaystyle S_{+}=S_{x}+iS_{y}} i {\displaystyle S_{-}=S_{x}-iS_{y}}, i que {\displaystyle [S_{+},S_{-}]=2\hbar S_{z}}, corresponen (en el sentit que es detalla a continuació) als operadors bosònics d'aniquilació i de creació, respectivament. Les relacions precises entre els operadors s'han de triar per assegurar les relacions de commutació correctes per als operadors d'espín, de manera que actuïn en un espai de dimensions finites, a diferència de l'espai de Fock original.
La transformació de Holstein-Primakoff resultant es pot escriure com
{\displaystyle S_{+}=\hbar {\sqrt {2s}}{\sqrt {1-{\frac {a^{\dagger }a}{2s}}}}\,a~,\qquad S_{-}=\hbar {\sqrt {2s}}a^{\dagger }\,{\sqrt {1-{\frac {a^{\dagger }a}{2s}}}}~,\qquad S_{z}=\hbar (s-a^{\dagger }a)~.}
La transformació és especialment útil en el cas en què s és gran, quan les arrels quadrades es poden expandir com a sèrie de Taylor, per donar una expansió en potències decreixents de s.
Alternativament a una expansió de Taylor, hi ha hagut avenços recents amb una represa de la sèrie que va fer possibles expressions que són polinomials en operadors bosònics però encara matemàticament exactes (en el subespai físic). El primer mètode desenvolupa un mètode de resum que és exacte per a l'espín {\displaystyle s=1/2}, mentre que el darrer utilitza una expansió en sèrie de Newton (una diferència finita) amb un resultat idèntic, com es mostra a continuació
{\displaystyle S_{+}^{(1/2)}=\hbar {\sqrt {2s}}\left[1+\left({\sqrt {1-{\frac {1}{2s}}}}-1\right)a^{\dagger }a\right]a,\qquad S_{-}^{(1/2)}=(S_{+}^{(1/2)})^{\dagger },\qquad S_{z}^{(1/2)}=\hbar (s-a^{\dagger }a)~.}
Tot i que l'expressió anterior no és exacta per a girs superiors a 1/2, és una millora respecte a la sèrie de Taylor. També existeixen expressions exactes per a girs més alts i inclouen {\displaystyle 2s+1} termes. Igual que el resultat anterior, també per a les expressions de girs més alts {\displaystyle S_{+}=S_{-}^{\dagger }} i, per tant, la represa és ermitiana.
També existeix una variant de realització de Dyson–Maleev no hermitià (de Freeman Dyson i SV Maleev) J està relacionada amb l'anterior i vàlida per a tots els girs,
{\displaystyle J_{+}=\hbar \,a~,\qquad J_{-}=S_{-}~{\sqrt {2s-a^{\dagger }a}}=\hbar a^{\dagger }\,(2s-a^{\dagger }a)~,\qquad J_{z}=S_{z}=\hbar (s-a^{\dagger }a)~,}
satisfent les mateixes relacions de commutació i caracteritzat pel mateix invariant de Casimir.
La tècnica es pot estendre encara més a l'àlgebra de Witt, que és l'àlgebra de Virasoro sense centre.